# Leslie Thorne
Leslie Thorne (Greenock, Inverclyde, 23 juni 1916 - Troon, North Ayrshire, 13 juli 1993) was een Schots autocoureur. Hij nam deel aan zijn thuisrace in 1954 voor het team Connaught Engineering, maar scoorde hierin geen punten voor het wereldkampioenschap Formule 1.